# Vanasushava pedata
Vanasushava es un género monotípico de planta herbácea perteneciente a la familia Apiaceae. Su única especie: Vanasushava pedata es originaria de la India.

## Taxonomía
Vanasushava pedata fue descrita por (Wight) P.K.Mukh. & Constance y publicado en Kew Bulletin 29: 595. 1974.
Sinonimia
- Heracleum pedatum Wight	[3]